# Omloop van Vlaanderen
NielDe Omloop van Vlaanderen is een rally in West-Vlaanderen. Het rallycentrum bevindt zich in Roeselare. Deze rally gaat meestal door begin september en is sinds enkele jaren de op twee na laatste wedstrijd van het Belgisch kampioenschap rally. De Omloop Van Vlaanderen werd voor het eerst georganiseerd in 1960 en is daarmee de oudste rally van het Belgisch kampioenschap.
In de beginperiode was het wedstrijdcentrum gesitueerd op de Grote Markt van Roeselare.  Voor de editie 1989 week de organisatie uit naar de Expo hallen van Roeselare.  Door de bouw van het nieuwe zwembad op de parking van de Expo hallen diende men op zoek naar een nieuwe locatie.  Voor de 57ste editie werd het wedstrijdcentrum terug dichter bij het stadscentrum gebracht.  Het podium werd geplaatst op het Stationsplein. Voor de 58ste editie week de organisatie uit naar de voormalige KP Zoning.  Het wedstrijdcentrum is gesitueerd op het befaamde "rond punt" vlak bij JB Motorsport.
Tijdens de 58ste editie organiseerde KAMV de 1ste editie van de E-rally Omloop van Vlaanderen, een annex regularity wedstrijd aan de BK wedstrijd. De E-rally staat open voor elektrische voertuigen (100% elektrisch of plug-in hybrides).  Rallylegende Jimmy McRae nam het peterschap op van deze wedstrijd.
Voor de 60ste jubileum editie van de Omloop van Vlaanderen wordt een extra inspanning geleverd om de wedstrijd een internationale uitstraling te geven.  De "Omloop" telt mee voor:
- TER (Tour European Series) series
- TER Historic series
- Open Nederlands Rally kampioenschap
- HRCR Mini Sport Cup
- HRCR Stage Masters Challenge
- JobFixers Belgian Rally Championship (incl Pirelli Junior & Historic Championship)
- RACB M-Cup
- RACB Criterium
- Porsche Trophy
- 3de editie van E-Rally (voor elektrische en hybride wagens).

Onder impuls van voorzitter Yves Olivier streeft de Koninklijke Automobielclub Midden Vlaanderen ernaar om Roeselare prominent op de autosport-kaart te plaatsen.  KAMV vzw zet zich in om een veilige en ecologisch verantwoorde rallysport aan te bieden.

## Palmares Omloop van Vlaanderen
| Editie | Jaar | Rijder                        | Navigator                    | Auto                        |
| ------ | ---- | ----------------------------- | ---------------------------- | --------------------------- |
| 65     | 2025 | ?                             | ?                            | ?                           |
| 64     | 2024 | Cédric Cherain                | Damien Withers               | Hyundai I20 N Rally2        |
| 63     | 2023 | Niels Reynvoet                | Willem Verbeke               | Citroën C3 Rally2           |
| 62     | 2022 | Stéphane Lefebvre             | Andy Malfoy                  | Citroën C3 Rally2           |
| 61     | 2021 | Ghislain de Mevius            | Johan Jalet                  | Škoda Fabia Rally2 Evo      |
| --     | 2020 | Delayed due to Covid19        | Vlag van België              | -                           |
| 60     | 2019 | Sebastien Bedoret             | Thomas Walbrecq              | Škoda Fabia Rally2 Evo      |
| 59     | 2018 | Kris Princen                  | Bram Eelbode                 | Škoda Fabia R5              |
| 58     | 2017 | Vincent Verschueren           | Veronique Hostens            | Škoda Fabia R5              |
| 57     | 2016 | Chris Van Woensel             | Rik Snaet                    | Mitsubishi Lancer WRC '05   |
| 56     | 2015 | Freddy Loix                   | Johan Gitsels                | Škoda Fabia R5              |
| 55     | 2014 | Kris Princen                  | Peter Kaspers                | Subaru Impreza S12B WRC '07 |
| 54     | 2013 | Freddy Loix                   | Frédéric Miclotte            | Ford Focus RS WRC '08       |
| 53     | 2012 | Pieter Tsjoen                 | Eddy Chevaillier             | Citroën C4 WRC              |
| 52     | 2011 | Pieter Tsjoen                 | Robin Buysmans               | Citroën C4 WRC              |
| 51     | 2010 | Pieter Tsjoen                 | Eddy Chevaillier             | Ford Focus RS WRC '07       |
| 50     | 2009 | Pieter Tsjoen                 | Eddy Chevaillier             | Ford Focus RS WRC '07       |
| 49     | 2008 | Paul Lietaer                  | Kristof Dejonghe             | Subaru Impreza S5 WRC '99   |
| 48     | 2007 | Bernard Munster               | Filip Pyck                   | Subaru Impreza S5 WRC '99   |
| 47     | 2006 | Pieter Tsjoen                 | Eddy Chevaillier             | Ford Focus RS WRC '04       |
| 46     | 2005 | Pieter Tsjoen                 | Steven Vergalle              | Toyota Corolla WRC          |
| 45     | 2004 | Bernard Munster               | Francis Caesemaker           | Subaru Impreza 555          |
| 44     | 2003 | Pieter Tsjoen                 | Eddy Chevaillier             | Toyota Corolla WRC          |
| 43     | 2002 | Rocco Theunissen              | Elisabeth Genten "Lilly"     | Toyota Corolla WRC          |
| 42     | 2001 | Pieter Tsjoen                 | Dany Colebunders             | Toyota Corolla WRC          |
| 41     | 2000 | Bruno Thiry                   | Stéphane Prévot              | Toyota Corolla WRC          |
| 40     | 1999 | Kris Princen                  | Dany Colebunders             | Renault Mégane Maxi         |
| 39     | 1998 | Patrick Snijers               | Dany Colebunders             | Ford Escort WRC Bastos      |
| 38     | 1997 | Laurent Verhoestraete         | Dany Colebunders             | Ford Escort WRC Bastos      |
| 37     | 1996 | Grégoire de Mevius            | Jean-Marc Fortin             | Ford Escort RS Cosworth     |
| 36     | 1995 | Paul Lietaer                  | Geert Derammelaere           | Ford Escort RS Cosworth     |
| 35     | 1994 | Paul Lietaer                  | Geert Derammelaere           | Ford Escort RS Cosworth     |
| 34     | 1993 | Patrick Snijers               | Dany Colebunders             | Ford Escort RS Cosworth     |
| 33     | 1992 | Marc Soulet                   | Jean-Marc Fortin             | Ford Sierra Cosworth 4x4    |
| 32     | 1991 | Ivan Viaene                   | Roland Dewulf                | Ford Sierra Cosworth 4x4    |
| 31     | 1990 | Patrick Snijers               | Dany Colebunders             | Toyota Celica GT-4 Bastos   |
| 30     | 1989 | Patrick Snijers               | Dany Colebunders             | Toyota Celica GT-4 Bastos   |
| 29     | 1988 | Guy Colsoul                   | Oswald Backes                | Mitsubishi Starion Turbo    |
| 28     | 1987 | Robert Droogmans              | Ronny Joosten                | Ford Sierra RS Cosworth     |
| 27     | 1986 | Robert Droogmans              | Ronny Joosten                | Ford RS 200 Belga           |
| 26     | 1985 | Robert Droogmans              | Ronny Joosten                | Porsche 911 SC RS Belga     |
| 25     | 1984 | Patrick Snijers               | Dany Colebunders             | Porsche 911 SC RS Bastos    |
| 24     | 1983 | Patrick Snijers               | Dany Colebunders             | Porsche 911 SC Bastos       |
| 23     | 1982 | Marc Duez                     | Willy Lux                    | Porsche 911 SC              |
| 22     | 1981 | Guy Colsoul                   | Alain Lopès                  | Opel Ascona 400             |
| 21     | 1980 | Guy Colsoul                   | Alain Lopès                  | Opel Ascona 400             |
| 20     | 1979 | Robert Droogmans              | André Malais                 | Ford Escort RS 1800 MKII    |
| 19     | 1978 | "Gustavson" (Gust Deschryver) | Georges Van Oosten           | Porsche 911 Carrera RS 3.0  |
| 18     | 1977 | Rudolf Moortgat               | "Andy" (André Schelstraete)  | Porsche 911 Carrera RS 3.0  |
| 17     | 1976 | Lars Carlsson                 | Bob de Jong                  | Opel Kadett GT/E 16V        |
| 16     | 1975 | "Gustavson" (Gust Deschryver) | Werner Declerck              | Porsche 911 Carrera         |
| 15     | 1974 | "Pedro" (Noël Van Assche)     | "Vaillant" (Eric Symens)     | BMW 2002                    |
| 14     | 1973 | "Pedro" (Noël Van Assche)     | "Vaillant" (Eric Symens)     | BMW 2002                    |
| 13     | 1972 | Rudolf Moortgat               | "Jimmy" (Jean-Paul Cuvelier) | Ford Escort RS 1600 MKI     |
| 12     | 1971 | Jean-Pierre Vandermeersch     | "Rossi" (Adrien Maertens)    | Triumph TR6                 |
| 11     | 1970 | Herwig Adriaensens            | Antoon Daemers               | Volkswagen 411 E            |
| 10     | 1969 | Gilbert Staepelaere           | André Aerts                  | Ford Escort Twin Cam GR2    |
| 9      | 1968 | Gilbert Staepelaere           | André Aerts                  | Ford Escort Twin Cam GR2    |
| 8      | 1967 | Gilbert Staepelaere           | André Aerts                  | Ford Cortina Lotus          |
| 7      | 1966 | Rudolf Moortgat               | Roger Colyns                 | Austin Cooper S             |
| 6      | 1965 | Gilbert Staepelaere           | Pierre Christiaens           | Ford Cortina GT             |
| 5      | 1964 | Gilbert Staepelaere           | Eugène Meeuwissen            | Ford Cortina GT             |
| 4      | 1963 | Joseph Talpe                  | Jozef Missine                | Porsche 356 Carrera         |
| 3      | 1962 | Julien Vernaeve               | Frans Moens                  | Austin Cooper               |
| 2      | 1961 | "Vittel" (Henry Plasch)       | Jacques Perrier              | Triumph TR3                 |
| 1      | 1960 | Henri Duchateau               | Roger Van Buggenhout         | Volvo PV 544                |

## Palmares E-rally Omloop van Vlaanderen
| Editie | Jaar | Rijder                       | Navigator      | Auto           |
| ------ | ---- | ---------------------------- | -------------- | -------------- |
| -      | 2020 | Rally cancelled due to Covid |                |                |
| 3      | 2019 | Jan Verschaeve               | Joan De Volder | Audi Q7 e-tron |
| 2      | 2018 | Jan Verschaeve               | Joan De Volder | Audi Q7 e-tron |
| 1      | 2017 | Tobi Vandenberghe            | Bjorn Verhamme | Opel Ampera E  |

## Palmares RnR Regularity Omloop van Vlaanderen
| Editie | Jaar |         | Rijder           | Navigator        | Auto                   |
| ------ | ---- | ------- | ---------------- | ---------------- | ---------------------- |
| 4      | 2025 | 50 km/h |                  |                  |                        |
| 4      | 2025 | 65 km/h |                  |                  |                        |
| 3      | 2024 | 50 km/h | Mario Varrewaere | Pablo Cracco     | Nissan Sunny GTI       |
| 3      | 2024 | 65 km/h | Yves Deflandre   | Baptiste Gengoux | Porsche 911            |
| 2      | 2023 | 50 km/h | Mario Varrewaere | Pablo Cracco     | Nissan Sunny GTI       |
| 2      | 2023 | 65 km/h | Geert De jaeger  | Cédric De jaeger | Porsche 911            |
| 1      | 2022 | 50 km/h | Karel Van Damme  | Fabrice Defresne | Mercedes 190E - 2.3-16 |
| 1      | 2022 | 65 km/h | Ruben Maes       | Michel Perin     | Porsche 911            |